# Union des communautés de communes du sud de l'Aisne
L’Union des communautés de communes du sud de l’Aisne, également dénommée « UCCSA », ou  « PETR - UCCSA », est un pôle d’équilibre territorial et rural français situé dans le département de l’Aisne, en région Hauts-de-France.

## Historique
L’UCCSA est un syndicat mixte fermé créé par arrêté préfectoral du 30 décembre 2002. Il est fondé à la suite de la dissolution du Syndicat Intercommunal de Développement du Sud de l’Aisne (SIDSA), qui avait été créé en 1986.
L'UCCSA correspondait à un pays selon la LOADDT dite Loi Voynet du 25 juin 1999, dont les termes ont été abrogées par la Loi du no 2010-1563 du 16 décembre 2010 de réforme des collectivités territoriales. 
À sa création, l'UCCSA comprend 5 établissements publics de coopération intercommunale à fiscalité propre qui sont la communauté de communes du canton de Charly-sur-Marne, la communauté de communes du canton de Condé-en-Brie, la communauté de communes de l'Ourcq et du Clignon, la communauté de communes de la Région de Château-Thierry et la Communauté de communes du Tardenois, incluant 125 communes sur un territoire de 1 202,20 km2. Le Pays de Thiérache correspondait à un Pays selon la LOADDT dite Loi Voynet du 25 juin 1999, dont les termes ont été abrogées par la Loi du no 2010-1563 du 16 décembre 2010 de réforme des collectivités territoriales. 
Le 13 janvier 2005, le syndicat mixte se voit attribuer une charge de pays par le biais d’un contrat concrétisé 6 jours plus tard par la signature du conseil général, du conseil régional et de l’État,. Le projet d’aménagement du territoire portait le nom de pays du sud de l’Aisne.
Le 21 novembre 2014, l’UCCSA est transformée en Pôle d’Équilibre Territorial et Rural par arrêté préfectoral.
Dans le cadre des dispositions de la loi portant nouvelle organisation territoriale de la République (Loi NOTRe) du 7 août 2015, qui prévoit que les établissements publics de coopération intercommunale (EPCI) à fiscalité propre doivent avoir un minimum de 15 000 habitants le nouveau SDCI par arrêté du 30 mars 2016, la structure du pôle d'équilibre territorial et rural a été indirectement modifiée. Au 1er janvier 2017, la communauté de communes de l'Ourcq et du Clignon est dissoute. Les 33 communes sont réparties sur deux nouvelles structures intercommunales créées à cette même date. Douze communes rejoignent la communauté de communes de Retz-en-Valois, issue de la fusion de la communauté de communes du Pays de la Vallée de l'Aisne et de la communauté de communes Villers-Cotterêts - Forêt de Retz.

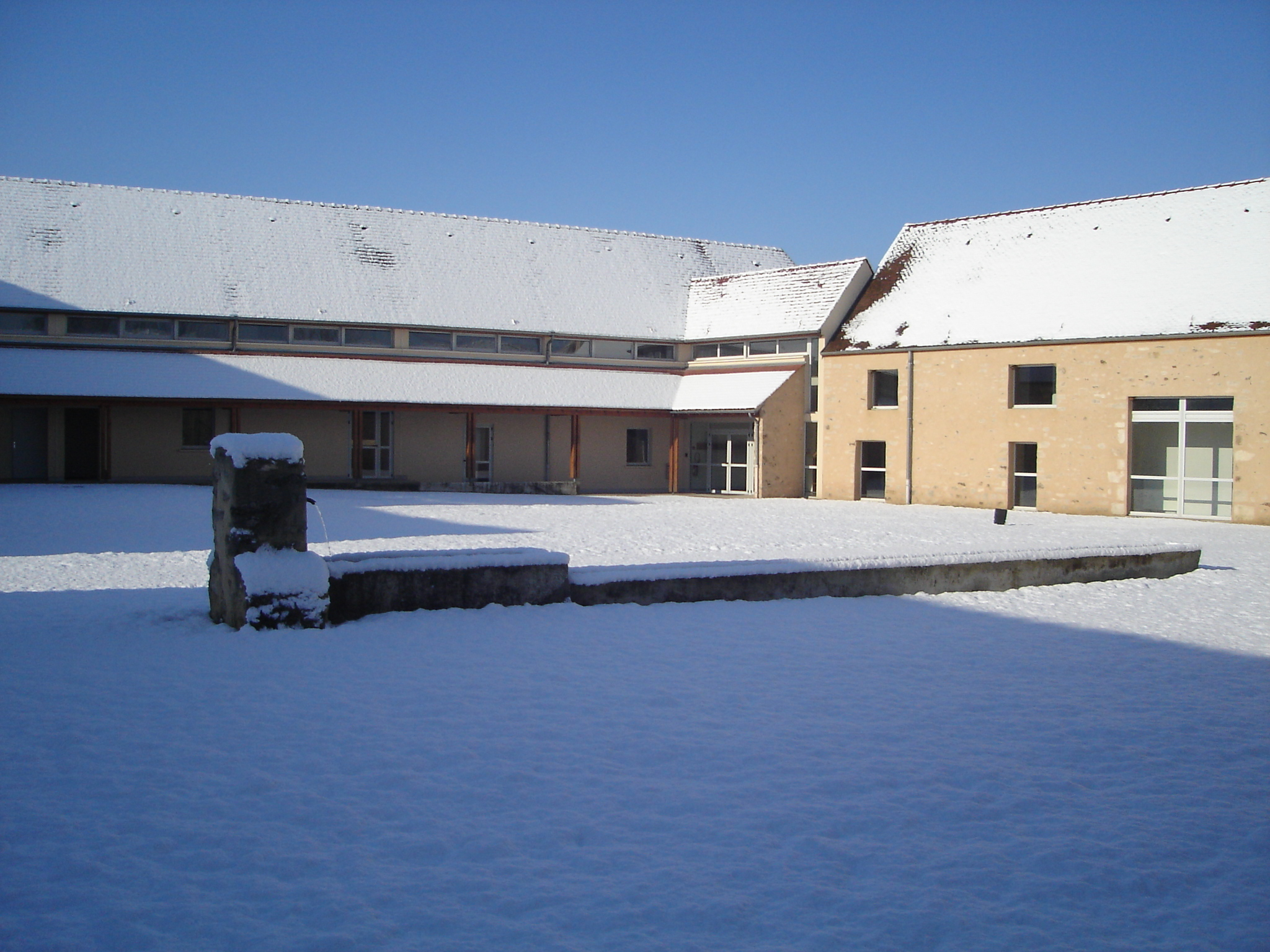
Ferme du rû Chailly, à Fossoy (02), enneigée.

Cette nouvelle structure n'est pas membre du pôle d'équilibre territorial et rural. Les vingt-une autres rejoignent la communauté d'agglomération de la Région de Château-Thierry, issue également de la fusion de la communauté de communes du canton de Condé-en-Brie, de la communauté de communes de la Région de Château-Thierry et de la communauté de communes du Tardenois. Cette nouvelle intercommunalité est membre de l'union des communautés de communes du sud de l'Aisne. 

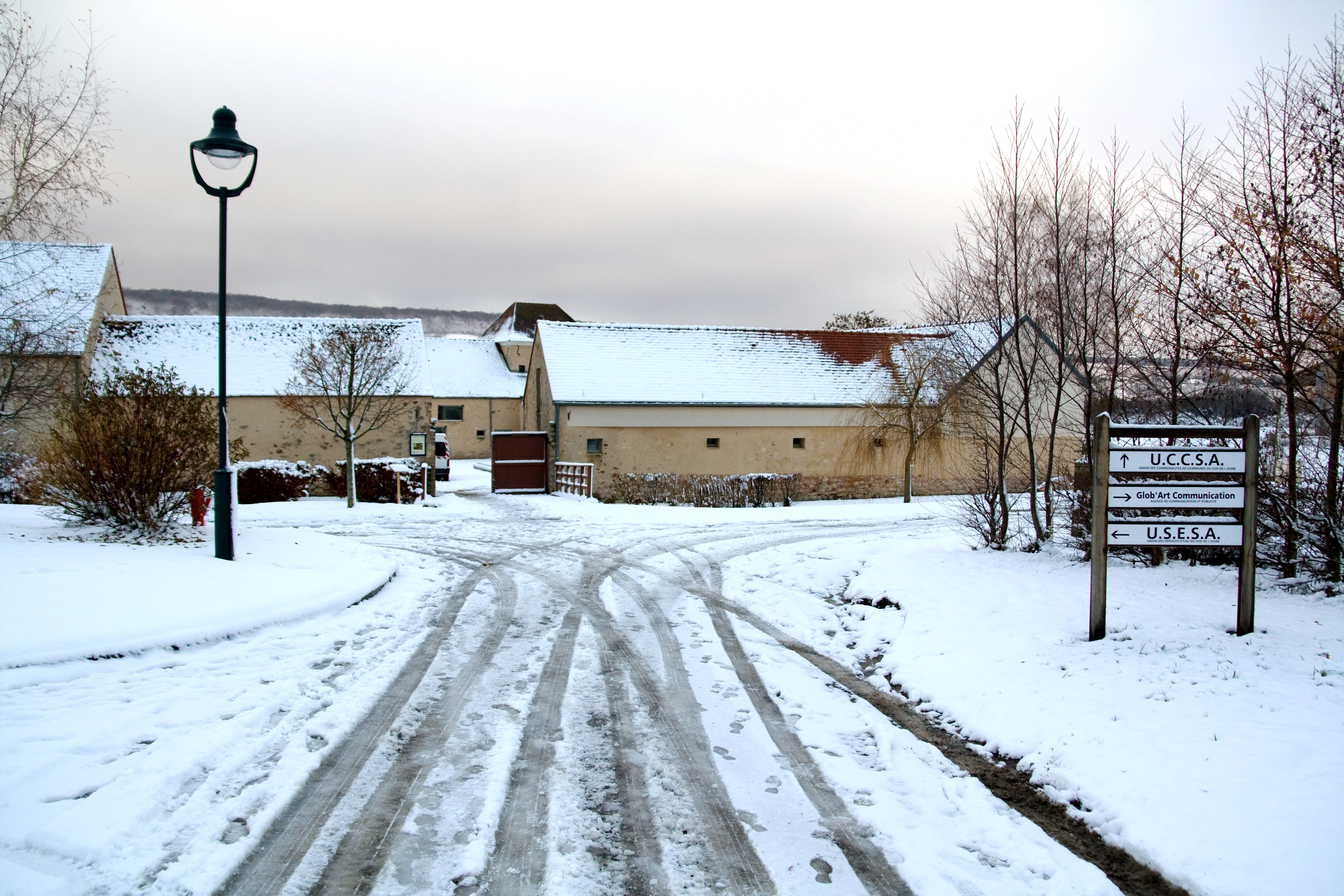
Ferme du rû Chailly, à Fossoy (02), enneigée 2.

L'Union des communautés de communes du sud de l’Aisne comprend, dès le 1er janvier 2017, 2 établissements publics de coopération intercommunale à fiscalité propre, incluant 108 communes.

## Structure
L’Union des communautés de communes du sud de l’Aisne regroupe 2 établissements publics de coopération intercommunale à fiscalité propre :
| Nom                        | Nature juridique           | Nombre de communes | Superficie (km2) | Population (2021) | Densité (hab./km2) |
| -------------------------- | -------------------------- | ------------------ | ---------------- | ----------------- | ------------------ |
| Canton de Charly-sur-Marne | Communauté de communes     | 21                 | 235,20           | 15 498            | 65,90              |
| Région de Château-Thierry  | Communauté d'agglomération | 87                 | 880,0            | 54 283            | 61,70              |

## Représentation
| Période         | Période         | Identité       | Étiquette | Qualité |
| --------------- | --------------- | -------------- | --------- | --- |
| 2003            | 2007            | Renaud Dutreil | UMP       | Conseiller municipal de Charly-sur-Marne (2001-2008) Président de la communauté de communes du canton de Charly-sur-Marne Ministre des gouvernements Raffarin et Villepin (2002-2007) |
| 16 février 2007 | 10 juillet 2017 | Jacques Krabal | PRG Cap21 | Maire de Brasles (1983-2008) Maire de Château-Thierry (2008-2017) Député de l’Aisne (depuis 2012)                                                                                     |
| 10 juillet 2017 | En cours        | Olivier Devron |           | Maire de Montreuil-aux-Lions (depuis 2008) Réélu pour le mandat 2020-2026. |

Panorama de la Ferme u rû Chailly, Fossoy (02).